# Khezara
Khezara (arabisch: خزارة) ist eine algerische Gemeinde in der Provinz Guelma mit 8154 Einwohnern. (Stand: 1998)

## Geographie
Khezara wird umgeben von Belkheir im Norden, von Dahouara im Osten und von Sedrata im Süden.